# Mount Tyrrell
Mount Tyrrell ist ein 1310 m hoher Berg mit Doppelgipfel auf der westantarktischen Alexander-I.-Insel. Er ragt 5 km landeinwärts des George-VI-Sunds und nahe dem Mündungsgebiet des Toynbee-Gletschers auf.
Erste Luftaufnahmen vom Berg entstanden 1937 bei der British Graham Land Expedition unter der Leitung des australischen Polarforschers John Rymill. Der Falklands Islands Dependencies Survey nahm 1948 eine Vermessung vor. Namensgeber ist der britische Geologe George Walter Tyrrell (1883–1961) von der University of Glasgow.